# Terrell (Texas)
Terrell is een plaats (city) in de Amerikaanse staat Texas, en valt bestuurlijk gezien onder Kaufman County.

## Demografie
Bij de volkstelling in 2000 werd het aantal inwoners vastgesteld op 13.606.
In 2006 is het aantal inwoners door het United States Census Bureau geschat op 18.506, een stijging van 4900 (36.0%).

## Geografie
Volgens het United States Census Bureau beslaat de plaats een oppervlakte van
48,3 km², waarvan 47,4 km² land en 0,9 km² water.

## Plaatsen in de nabije omgeving
De onderstaande figuur toont nabijgelegen plaatsen in een straal van 20 km rond Terrell.

## Geboren in Terrell
- Robert H. Dennard (1932-2024), ingenieur en uitvinder
- Jamie Foxx (1967), acteur, komiek en zanger
- Laci Mosley (1991), actrice